# 楊牧 (臺灣)
楊牧（1940年9月6日—2020年3月13日），本名王靖獻，臺灣花蓮人，詩人、散文家、評論家、翻譯家、學者。
楊牧是東海大學外國語文學系學士、美國愛荷華大學創作碩士、柏克萊加州大學比較文學博士。曾親炙徐復觀、陳世驤。曾任麻州大學助理教授、西雅圖華盛頓大學教授、中央研究院中國文哲研究所創所所長，後擔任香港科技大學人文社會科學學院、國立東華大學人文社會科學學院創院院長。從西雅圖華盛頓大學退休後，任國立臺灣大學客座教授、國立政治大學臺灣文學研究所講座教授、國立臺灣師範大學國文系講座教授、國立東華大學華文文學系榮譽教授暨講座教授。
楊牧自中學便矢志新詩創作，並共同主編詩刊。早年筆名葉珊，浪漫主義詩人的影響溢於筆端；1966年赴柏克萊加州大學攻讀博士學位，見證六零年代學生運動，三十二歲改筆名為楊牧，嘗試以詩介入社會。詩文曾譯為英文、法文、德文、日文、意大利文、瑞典文、荷蘭文、捷克文等。曾獲時報文學獎、中山文藝獎、吳三連文藝獎、國家文藝獎、聯合報讀書人最佳書獎、花蹤世界華文文學獎、紐曼華語文學獎、蟬獎等。生前曾被瑞典學院院士馬悅然譽為全華人最有希望榮獲諾貝爾文學獎的詩人。

## 生平

### 葉珊時期

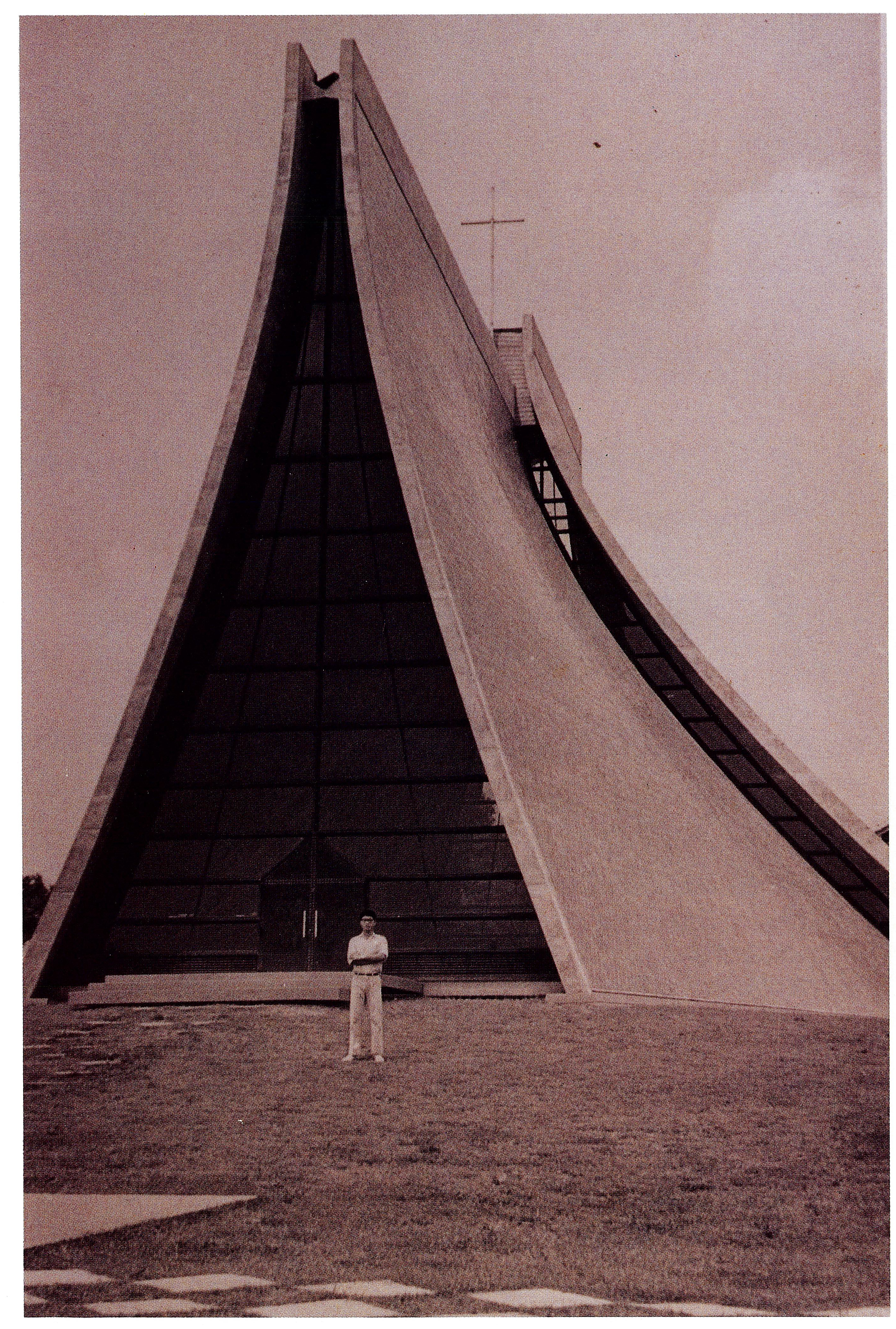
在東海大學求學時的葉珊（楊牧），後方建築為路思義教堂

1946年，六歲的王靖獻就讀花蓮市明義國民學校（現花蓮縣立明義國民小學），為戰後第一屆國民學生，開始學習國語（華語），在此之前僅識台語、日語及少許阿美語。
1951年王靖獻開始接觸《血滴子》、《臥虎藏龍》等通俗小說。1952年小學畢業，就讀花蓮中學初級部，同屆同學有王禎和，並私下閱讀《水滸傳》、《西遊記》。1955年初中畢業，就讀花蓮中學高級部，開始涉獵翻譯小說，同時參與刊物編輯。此時以「葉珊」為筆名，在《現代詩》、《藍星詩刊》、《創世紀》、《野風》等詩刊投稿。
1958年葉珊寄居臺北，並結識覃子豪、洛夫、瘂弦、商禽等詩人。1959年四月《創世紀》改版，首次列名為編輯委員。同年九月進入東海大學就讀歷史系，後來因興趣不合，轉讀外文系。此時葉珊閱讀了大量英國浪漫主義詩人的作品，如華滋華斯、拜倫、雪萊、濟慈等等。
1964年葉珊自東海大學外文系畢業。隨後，赴美國愛荷華大學參加保羅·安格爾及其妻聶華苓創辦的「國際寫作計畫」詩創作班，並獲得藝術碩士學位。1966年出版《葉珊散文集》。他在愛荷華的前後期同學有余光中、葉維廉、白先勇、王文興等日後引領台灣文壇的作家。愛荷華求學期間，葉珊對愛爾蘭詩人葉慈有著比浪漫詩人更多的關注。葉慈中年之後浪漫精神的提升、對神人關係的探討及現實社會的批判，影響了日後文風的改變。
接著葉珊進入柏克萊大學比較文學系，獲博士學位。此時越戰正如火如荼地展開，而柏克萊大學是1960年代反戰運動的中心，學生積極抗議美國政府介入越戰。這使得葉珊感受到美國身為高度文明國家，卻同時也投入血腥戰爭的矛盾。

### 楊牧時期
1972年後，王靖獻更改筆名為「楊牧」。在改變筆名之後，其作品風格亦為之一變；在原有浪漫抒情之外，多了一份冷靜與含蓄，並且開始有了關心現實問題的作品。由憂鬱沉靜抒一己之懷，轉而介入及批判社會。楊牧曾說：「變不是一件容易的事，然而不變即是死亡，變是一種痛苦的經驗，但痛苦也是生命的真實。」這是楊牧開始關注社會人世的關鍵。
1975年楊牧返臺，先是於臺灣大學外文系客座，以《柏克萊精神》發表對臺灣社會的觀察，1984年出版的《交流道》以隨筆式地紀錄，表現對當時社會現象的觀察及批判，並完成長篇詩作〈有人問我公理與正義的問題〉。
另外，楊牧也曾共同主編志文出版社新潮文庫，影響一代臺灣知識界；1976年，與中學同學葉步榮、詩人瘂弦、生化學家沈燕士共同創辦洪範書店，為臺灣純文學出版重鎮。
1996年，楊牧應邀回到故鄉花蓮的國立東華大學，擔任人文社會科學學院創院院長，並在2000年與吳潛誠、曾珍珍兩位教授共同創辦華人世界第一間以創作取代論文的「創作與英國文學研究所」，吸引許多作家慕名而來就讀。一時之間東華大學人文薈萃，文風鼎盛，成為當代文壇「東華幫」之起源。
2020年3月13日，楊牧因病於臺北市國泰醫院過世，享壽79歲，並安葬於能眺望生前最愛的奇萊山、東華人社院、花蓮高中之海岸山脈上。
2020年12月29日，總統蔡英文頒發褒揚令，由文化部部長李永得代表頒贈，由妻子夏盈盈代表接受，原文如下：

國立東華大學榮譽教授、資深文學家楊牧，本名王靖獻，淵曠澄高，洽聞贍敏。少歲卒業東海大學外文系，嗣負笈遊美，獲愛荷華大學暨加州大學柏克萊分校碩、博士學位，礱習研琢，英姿早發。長期執教國內外知名大學，汲引駐校作家制度，豐沛青年創述能量，薰沐涵煦，沾溉群才；公餘宣勤撰著，專擅詩歌、散文，旁及評論、迻譯，敘事跌宕雋偉，抒情寬雅婉約，大度沉穩，兼容並蓄。尤以《楊牧詩選》、《山風海雨》、《方向歸零》等稱頌，融匯意象造境美學，張拓宏觀古典視野；探詰省思鄉土脈動，體究感悟社會關懷，洗練渾粹，旨趣幽潛；寄深寫遠，沁潤人心。復摶力開辦洪範書店，殫精純文學佳品出版，領挈眾民閱讀風潮，理致胸臆，空谷足音。曾獲頒吳三連文藝獎、國家文藝獎、美國紐曼華語文學獎、馬來西亞花蹤文學獎、瑞典蟬獎暨二等景星勳章等殊榮，徽望聲采，馳驚宇甸。綜其生平，陶鎔東西傳統文化底蘊，肇啟臺灣現代文學新局，弸中彪外，架海金梁；遐緒鴻績，垂範興詠。遽聞溘然長逝，悼惜彌殷，應予明令褒揚，用示政府崇禮邦彥之至意。

總　　　統　蔡英文　　　　
行政院院長　蘇貞昌　　　　

楊牧在生前捐出其個人藏書、詩集與手稿予國立東華大學圖書館。在花蓮出身的企業家童子賢資助下，東華大學圖書館成立楊牧書房保存與展示史料與手稿，東華人社院成立楊牧文學研究中心與楊牧文學獎，成為「楊牧學」之研究與文學重鎮。

## 榮譽
- 詩宗獎（1971）
- 時報文學獎（1979、1987）
- 吳三連文藝獎（1990）
- 財團法人傑出人才發展基金會講座（1996－2001）
- 國家文藝獎（2000）
- 花蹤世界華文文學獎（2007）
- 紐曼華語文學獎（2013）
- 二等景星勳章（2015年）[16][17]
- 蟬獎（2016）
- 全球華文文學星雲獎貢獻獎（2018）

## 作品

### 詩集

#### 葉珊時期
- 《水之湄》（台北：藍星詩社，1960）
- 《花季》（台北：藍星詩社，1963）
- 《燈船》（台北：文星書店，1966）
- 《非渡集》（台北：仙人掌出版社，1969；再版，台北：晨鐘出版社，1972）[18][19]
- 《傳說》（台北：志文出版社，1971）

#### 楊牧時期
- 《瓶中稿》（台北：志文出版社，1975）
- 《年輪》（台北：四季出版社，1976；再版，台北：洪範書店，1982）
- 《北斗行》（台北：洪範書店，1978）
- 《楊牧詩集Ⅰ》（台北：洪範書店，1978）[20]
- 《禁忌的遊戲》（台北：洪範書店，1980）
- 《海岸七疊》（台北：洪範書店，1980）
- 《有人》（台北：洪範書店，1986）
- 《完整的寓言》（台北：洪範書店，1991）
- 《楊牧詩集Ⅱ》（台北：洪範書店，1995）[21]
- 《時光命題》（台北：洪範書店，1997）
- 《涉事》（台北：洪範書店，2001）
- 《介殼蟲》（台北：洪範書店，2006）
- 《楊牧詩集Ⅲ》（台北：洪範書店，2010）[22]
- 《長短歌行》（台北：洪範書店，2013）
- 《楊牧詩選：1956-2013》（台北：洪範書店，2014）
- 《微塵》（台北：洪範書店，2021）

### 劇本
- 《吳鳳》（台北：洪範書店，1979）

### 散文
- 《葉珊散文集》（台北：文星書店，1966；再版，台北：洪範書店，1977）
- 《楊牧自選集》（台北：黎明文化，1975）
- 《年輪》（台北：四季出版社，1976；再版，台北：洪範書店，1982）
- 《柏克萊精神》（台北：洪範書店，1977）
- 《搜索者》（台北：洪範書店，1982）
- 《交流道》（台北：洪範書店，1985）
- 《飛過火山》（台北：洪範書店，1987）
- 《山風海雨》（台北：洪範書店，1987）
- 《一首詩的完成》（台北：洪範書店，1989）
- 《方向歸零》（台北：洪範書店，1991）
- 《疑神》（台北：洪範書店，1993）
- 《星圖》（台北：洪範書店，1995）
- 《亭午之鷹》（台北：洪範書店，1996）
- 《下一次假如你去舊金山》（台北：洪範書店，1996）[23]
- 《昔我往矣》（台北：洪範書店，1997）
- 《奇萊前書》（台北：洪範書店，2003）[24]
- 《人文踪跡》（台北：洪範書店，2005）
- 《掠影急流》（台北：洪範書店，2005）
- 《奇萊後書》（台北：洪範書店，2009）

### 論述
- “The Bell and the Drum──Shih Ching as Formulaic Poetry in an Oral Tradition”（中譯名：《鐘鼓集──毛詩成語創作考》，加州奧克蘭：加州大學出版社，1973）
- 《傳統的與現代的》（台北：志文出版社，1974；再版，台北：洪範書店，1979）
- 《文學知識》（台北：洪範書店，1979）
- 《文學的源流》（台北：洪範書店，1984）
- 《陸機文賦校釋》（台北：洪範書店，1985）
- “From Ritual to Allegory”（香港：香港中文大學出版社，1988）
- 《隱喻與實現》（台北：洪範書店，2001）
- 《失去的樂土》（台北：洪範書店，2002）
- 《譯事》（香港：天地圖書，2007）

### 譯著
- 《西班牙浪人吟》（台北：現代文學出版社，1966；再版，台北：洪範書店，1997）
- 《美國現代七大小說家》（與張愛玲、林以亮、於梨華合譯）（香港：今日世界出版社，1967）
- 《新生》（台北：洪範書店，1997）
- 《葉慈詩選》（台北：洪範書店，1997）
- 《暴風雨》（台北：洪範書店，1999）
- 《英詩漢譯集》（台北：洪範書店，2007）
- 《甲溫與綠騎俠傳奇》（“Sir Gawain and the Green Knight”，台北：洪範書店，2016）

### 外譯
英語
- No Trace of the Gardener: Poems of Yang Mu. Trans. by L. R. Smith and M. Yeh, Yale University Press, 1998.
- Memories of Mount Qilai: The Education of a Young Poet. Trans. by John Balcom, Yale University Press, 2015.
- The Completion of a Poem: Letters to Young Poets. Trans. by Lisa Wong, Brill, 2017
- Hawk of the Mind: Collected Poems of Yang Mu. Trans. by Michelle Yeh. Columbia University Press, 2018.

德語
- Patt beim Go. Trans. by Susanne Hornfeck and Wang Jue, A1 Verlag, 2002
- Die Spinne, das Silberfischchen und ich. Trans. by Susanne Hornfeck and Wang Jue, A1 Verlag, 2013

法語
- Quelqu'un m'interroge à propos de la vérité et de la justice. Trans. by Angel Pino and Isabelle Rabut, Librairies You-Feng,2004

日語
- カッコ ウアザミの歌―楊牧詩集. Trans. by Ueda Tetsuji, Shichosha, 2006
- 奇萊前書. Trans. by Ueda Tetsuji, Shichosha, 2007

瑞典語
- Den gröne riddaren: dikter av Yang Mu. Trans. by Göran Malmqvist, Bokförlaget Tranan, 2011

義大利語
- Sono venuto dal mare: poesie 1958-2012. Trans. by Rosa Lombardi, Castelvecchi, 2017

捷克語
- Vzpomínky na horu Čchi-laj. Trans. by Pavlina Kramska, 2018

## 相關研究及書目
- 郝譽翔：〈浪漫主義的交響詩──論楊牧《山風海雨》、《方向歸零》、《昔我往矣》〉，原載《臺大中文學報》13期（2000年12月），頁163-186。後收錄於《大虛構時代：當代台灣文學光譜》（台北：聯合文學，2008）
- 張惠菁：《楊牧》（台北：聯合文學，2002）
- 鍾怡雯：〈無盡的搜尋──論楊牧《搜索者》〉，《無盡的追尋：當代散文的詮釋與批評》（台北：聯合文學，2004），頁88-99。
- 郝譽翔：〈右外野的浪漫主義者──訪問楊牧〉，《大虛構時代：當代台灣文學光譜》
- 郝譽翔：〈唯詩真理是真理規範時間──訪問楊牧〉，《大虛構時代：當代台灣文學光譜》
- 郝譽翔：〈因為「破缺」，所以完美──訪問楊牧〉 （页面存档备份，存于），原載《聯合文學》291期（2009年1月），頁18-23。
- 陳芳明主編：《練習曲的演奏與變奏：詩人楊牧》（台北：聯經出版公司，2012）
- 須文蔚編選：《楊牧》（台南：國立台灣文學館，2013）
- 劉益州：《意識的表述：楊牧詩作中的生命時間意涵》 （台北：新銳文創，2013）
- 黃麗明著，曾珍珍校譯：《搜尋的日光：楊牧的跨文化詩學》（台北：洪範書店，2015）
- 石計生：《探索藝術的精神：班雅明、盧卡奇與楊牧》（台北：書林，2018）
- 許又方主編：《美的辯證：楊牧文學論輯》（台北：台灣學生書局，2019）
- 葉步榮、須文蔚主編：《告訴我，甚麼叫做記憶：想念楊牧》（台北：時報文化，2020）

## 外部連結
- Yangmu.com | The Official Site of Yang Mu | 楊牧授權網站 （页面存档备份，存于）
- 東華大學台灣文學資料庫-典藏作家
- 楊牧數位主題館 （页面存档备份，存于）由國立中興大學人社中心製作 （页面存档备份，存于）
- 奚密：〈杨牧：现代汉诗的Game—Changer （页面存档备份，存于）〉。
- 黎活仁：〈杨牧《疑神》的善恶观 （页面存档备份，存于）〉。